# Monóxido de dihidrógeno

El monóxido de dihidrógeno es un nombre correcto para el agua que comprende dos átomos de hidrógeno y uno de oxígeno

El monóxido de dihidrógeno (MODH o DHMO) es un nombre químicamente correcto para el agua según la nomenclatura química, y que se ha empleado en bromas o bulos de Internet, en ocasiones como una manera de mostrar desconocimiento en materias científicas o para criticar el excesivo alarmismo de ciertas campañas a favor de la seguridad o el medio ambiente.
El bulo consiste en el listado estrictamente negativo de los efectos de esta sustancia, como la erosión o la muerte por ahogamiento, atribuidos al «monóxido de dihidrógeno», y la consiguiente petición a la población para que ayude a controlar esa peligrosa sustancia.
Este bulo fue creado, aparentemente, por Eric Lechner, Lars Norpchen y Matthew Kaufman (compañeros en la Universidad de California en Santa Cruz) en 1989, revisado por Craig Jackson en 1994, y llamó mucho la atención pública en 1997, cuando Nathan Zohner, un estudiante de 14 años, reunió peticiones para prohibir el MODH, como un proyecto de una «feria de ciencias», al que tituló How gullible are we? (‘¿Cuán crédulos somos?’).

## Forma original
Por primera vez en 1989, circularon folletos en el campus de la Universidad de California en Santa Cruz advirtiendo sobre un producto químico llamado "monóxido de dihidrógeno" y presentando los peligros de esta sustancia de manera drástica.  En repetidas ocasiones ha sido posible convencer a varias personas de que esta sustancia debe prohibirse.
En 1994, la broma se procesó en un sitio web, que rápidamente ganó notoriedad y también fue recogido por la prensa en los años siguientes.
Las declaraciones hechas en las campañas de DHMO sobre los peligros del agua son en sí mismas correctas, la broma consiste en la forma de presentación:
- También llamado 'ácido hidroxílico', la sustancia es un componente principal de la lluvia ácida.
- Contribuye a la erosión del suelo
- Contribuye al efecto invernadero
- Acelera la corrosión y avería de equipos eléctricos.
- La ingestión excesiva puede causar varios efectos desagradables.
- El contacto prolongado con su forma sólida da como resultado un daño tisular severo
- La inhalación, incluso en pequeñas cantidades, puede causar la muerte.
- Su forma gaseosa puede provocar quemaduras graves.
- Se ha encontrado en los tumores de pacientes terminales de cáncer.
- La abstinencia de los adictos a la sustancia causa una muerte segura en 168 horas.
- Sin embargo, los gobiernos y las corporaciones continúan usándolo ampliamente, sin tener en cuenta sus graves peligros.